# Réserve biologique de Tamboré
La réserve biologique de Tamboré (portugais : Reserva Biológica Tamboré) est une réserve naturelle brésilienne. Elle se situe dans la région sud-est, dans l'État du São Paulo.
Il s'étend sur le territoire de la municipalité de São Paulo.